# ウェイジズ・オブ・シン
『ウェイジズ・オブ・シン』（原題：Wages of Sin）は、アーチ・エネミーが2001年に発表したアルバム。本作より、2代目ボーカルとして初の女性シンガー、アンジェラ・ゴソウを迎えた。スタジオ・アルバムとしては4作目。

## 収録曲
1. エネミー・ウィズイン - "Enemy Within" - 4:21
  - 作詞：アンジェラ・ゴソウ 作曲：クリストファー・アモット、マイケル・アモット
2. バーニング・エンジェル - "Burning Angel" - 4:17
  - 作詞：マイケル・アモット 作曲：マイケル・アモット、クリストファー・アモット
3. ハート・オブ・ダークネス - "Heart of Darkness" - 4:52
  - 作詞：マイケル・アモット 作曲：マイケル・アモット、クリストファー・アモット
4. レヴォナス - "Ravenous" - 4:06
  - 作詞：アンジェラ・ゴソウ、マイケル・アモット 作曲：マイケル・アモット、クリストファー・アモット
5. サヴェイジ・メサイア - "Savage Messiah" - 5:18
  - 作詞：マイケル・アモット 作曲：マイケル・アモット、シャーリー・ダンジェロ、クリストファー・アモット
6. デッド・ベリー・ゼア・デッド - "Dead Bury Their Dead" - 3:55
  - 作詞・作曲：マイケル・アモット
7. ウェブ・オブ・ライズ - "Web of Lies" - 3:56
  - 作詞：マイケル・アモット 作曲：マイケル・アモット、クリストファー・アモット
8. ザ・ファースト・デッドリー・シン - "The First Deadly Sin" - 4:20
  - 作詞：アンジェラ・ゴソウ、マイケル・アモット 作曲：マイケル・アモット、クリストファー・アモット
9. ビハインド・ザ・スマイル - "Behind the Smile" - 3:28
  - 作詞：マイケル・アモット 作曲：マイケル・アモット、クリストファー・アモット
10. スノー・バウンド - "Snow Bound" - 1:34 （インストゥルメンタル）
  - 作曲：マイケル・アモット、クリストファー・アモット
11. シャドウズ・アンド・ダスト - "Shadows and Dust" - 4:28
  - 作詞：ダニエル・アーランドソン、マイケル・アモット 作曲：クリストファー・アモット、マイケル・アモット
12. ラメント・オブ・ア・モータル・ソウル - "Lament of a Mortal Soul" ※日本盤ボーナストラック
13. シャドウズ・アンド・ダスト - "Shadows and Dust" （インストゥルメンタルバージョン） ※日本盤ボーナストラック

## 参加ミュージシャン
- アンジェラ・ゴソウ - ボーカル
- マイケル・アモット - ギター
- クリストファー・アモット - ギター
- シャーリー・ダンジェロ - ベース
- ダニエル・アーランドソン - ドラムス